# Cathelijn Peeters
Cathelijn Peeters (* 6. November 1996 in Dongen) ist eine niederländische Leichtathletin, die sich auf den Sprint und Hürdenlauf spezialisiert hat. Mit der niederländischen 4-mal-400-Meter-Staffel wurde sie 2023 in Budapest Weltmeisterin im Freien sowie 2024 in Glasgow in der Halle. Zudem wurde sie 2024 mit der Mixed-Staffel in Paris Olympiasiegerin.

## Sportliche Laufbahn
Erste Erfahrungen bei internationalen Meisterschaften sammelte Cathelijn Peeters im Jahr 2022, als sie bei den Weltmeisterschaften in Eugene mit der niederländischen 4-mal-400-Meter-Staffel im Vorlauf disqualifiziert wurde. Im Jahr darauf siegte sie bei den Halleneuropameisterschaften in Istanbul in 3:25,66 min gemeinsam mit Lieke Klaver, Eveline Saalberg und Femke Bol im Staffelbewerb und stellte damit einen neuen Meisterschafts- und Landesrekord auf. Im Juni wurde sie bei der 1. Liga der Team-Europameisterschaft im Rahmen der Europaspiele in Chorzów in 54,97 s Dritte über 400 Meter Hürden und sicherte sich damit ligenübergreifend die Bronzemedaille hinter der Deutschen Carolina Krafzik und Ayomide Folorunso aus Italien. Im August schied sie bei den Weltmeisterschaften in Budapest mit 54,95 s im Halbfinale im Hürdenlauf aus und siegte mit der Staffel mit neuem Landesrekord von 3:22,72 s gemeinsam mit Eveline Saalberg, Lieke Klaver und Femke Bol. 2024 siegte sie mit der Staffel in 3:25,07 min bei den Hallenweltmeisterschaften in Glasgow gemeinsam mit Lieke Klaver, Lisanne de Witte und Femke Bol. Im Mai wurde sie bei den World Athletics Relays auf den Bahamas in 3:27,45 min Erste im B-Lauf in der 2. Qualifikationsrunde über 4-mal 400 Meter für die Olympischen Spiele in Paris und sicherte damit dem niederländischen Team einen Startplatz. Ende Mai siegte sie in 54,31 s beim Ostrava Golden Spike, ehe sie im Juni bei den Europameisterschaften in Rom in 54,37 s die Bronzemedaille hinter ihrer Landsfrau Femke Bol und Louise Maraval aus Frankreich gewann. Zudem siegte sie im Staffelbewerb in 3:22,39 min gemeinsam mit Lieke Klaver, Lisanne de Witte und Femke Bol. Im August verhalf sie der Mixed-Staffel bei den Olympischen Sommerspielen in Paris zum Finaleinzug und trug somit zum Gewinn der Goldmedaille bei. Über 400 Meter Hürden schied sie mit 55,20 s im Halbfinale aus. Zudem gewann sie mit der Frauenstaffel in 3:19,50 min die Silbermedaille hinter dem US-amerikanischen Team.
2025 schied sie bei den Halleneuropameisterschaften in Apeldoorn mit 53,21 s im Halbfinale über 400 Meter aus und siegte mit der Frauenstaffel in 3:24,34 min.
In den Jahren von 2020 bis 2024 wurde Peeters niederländische Meisterin im 400-Meter-Hürdenlauf.

## Persönliche Bestleistungen
- 400 Meter: 51,08 s, 28. April 2024 in Willemstad
  - 400 Meter (Halle): 51,56 s, 23. Februar 2025 in Apeldoorn
- 400 m Hürden: 54,31 s, 28. Mai 2024 in Ostrava